# Acleris ochreafulvana
Acleris ochreafulvana är en fjärilsart som beskrevs av Fairclough 1981. Acleris ochreafulvana ingår i släktet Acleris och familjen vecklare. Inga underarter finns listade i Catalogue of Life.